# David Lanz
David Lanz (Seattle, Washington, 28 de junio de 1950) es un pianista estadounidense de new age. Es uno de los músicos de new age de más éxito. Su álbum más popular, Cristofori's Dream, entró en las listas de ventas de Estados Unidos en 1988, llegando al número 1 en la de Billboard-New Age, donde permaneció 27 semanas, logrando además el disco de platino. Otro de sus discos, Natural States, se situó el #125 en la lista general de ventas de Billboard.

## Historial
Lanz comenzó su carrera como instrumentista, siendo adolescente, en los años 1960. Tocó los teclados en el éxito de Terry Jacks, "Seasons in the Sun". A final de los años 1970, Lanz era el director musical de una banda de Seattle, "The Sweep", co-liderada junto a Ken McCann, que era el cantante, y con Peter Pendras (guitarra), Glenn Ayers (batería, y Hugh Gerrard (bajo eléctrico). El saxofonista Robbie Jordan se unió al grupo tras una actuación en Boise (Idaho). Un amigo de la infancia de Lanz Jeff Simmons, tocó en ocasiones también con la banda.
Tras la separación del grupo, Lanz comenzó a tocar piano solo en clubs locales. En un club de Seattle, Lanz comenzó a interpretar sus propias composiciones. "Fue el primer piano-bar de new age del mundo" comentó Lanz al respecto. 
Durante los años 1980, Lanz comenzó a evolucionar desde el rock hacia el jazz, comenzando a grabar una serie de álbumes, donde mostró su especial sensibilidad para crear "viñetas domésticas, basadas en melodías folkies", jugando con los tempos. El mismo Lanz señaló que su música buscaba crear una atmósfera similar a la lograda por Steven Halpern, aunque más popular.

## Discografía
- 1983 — Heartsounds
- 1984 — Nightfall
- 1985 — Natural States con Paul Speer
- 1985 — Solstice con Michael Jones
- 1987 — Woodlands con Eric Tingstand & Nancy Rumbel
- 1987 — Desert Vision con Paul Speer
- 1988 — Cristofori's Dream
- 1990 — Skyline Firedance (Obras orquestales/Obras en solo - 2 CD)
- 1991 — Return to the Heart
- 1992 - The Spirit of Olympia con David Arkenstone y Kostia
- 1993 — Bridge of Dreams con Paul Speer
- 1994 — Christmas Eve
- 1995 — Beloved
- 1996 — Sacred Road
- 1996 — Convergence con David Arkenstone
- 1998 — Songs from an English Garden
- 1999 — An Evening with David Lanz (En concierto)
- 1999 — Cristofori's Dream (Rematerizado con temas adicionales)
- 1999 — The Christmas Album
- 2000 — East of the Moon (nominado a los Grammy)
- 2000 — Angel in My Stocking - limited edition
- 2001 — Love Songs
- 2002 — Finding Paradise
- 2002 — Romantic: The Ultimate David Lanz Collection (2 CD)
- 2003 — A Cup of Moonlight
- 2003 — The Symphonic Sessions
- 2003 — Heartsounds/Nightfall
- 2004 — The Good Life
- 2005 — Spirit Romance con Gary Stroutsos
- 2005 — The Best of David Lanz
- 2006 — Sacred Road Revisited
- 2007 — A Cup of Moonlight (edición revisada, con temas adicionales)
- 2008 — Living Temples con Gary Stroutsos
- 2008 — Painting the Sun
- 2009 — Liverpool:Re-imagining the Beatles, con Larry Knechtel y Gary Stroutsos
- 2010 — Liverpool Trio: Live in Seoul (En concierto)
- 2011 — Here Comes the Sun con Gary Stroutsos, Walter Gray y Keith Lowe
- 2011 — Here Comes the Sun - Solo Piano Version
- 2011 - Time travelers - con Gary Stroutsos
- 2012 - Cristofori’s Dream…Re-Envisioned
- 2012 - Joy Noel - A solo piano christmas collection
- 2013 - Movements Of The Heart
- 2014 - Forever Christmas - con Kristin Amarie
- 2015 - Silhouettes of Love . con Kristin Amarie
- 2016 - Norwegian Rain
- 2017 - French Impressions - Solo piano
- 2020 - Water Sing

### Aparición en recopilatorios
- 20 Years of Narada Piano
- Grand Piano (Narada Anniversary Collection)
- Narada Smooth Jazz
- Narada Film and Television Music Sampler
- The Best of Reviews New Age: The Piano (Reviews New Age)
- 2014 - Lo Mejor En Piano Con Los Exitos de David Lanz